# Malacomorpha macaya
Malacomorpha macaya är en insektsart som beskrevs av Conle, Hennemann och Perez-Gelabert 2008. Malacomorpha macaya ingår i släktet Malacomorpha och familjen Pseudophasmatidae. Inga underarter finns listade i Catalogue of Life.